# Piper Chapman
 (août 2024).
Pour les articles homonymes, voir Chapman.
Piper Elizabeth Chapman est le personnage principal de la série télévisée américaine Orange Is the New Black créée par Jenji Kohan. Elle est interprétée par l'actrice Taylor Schilling et apparaît dès le premier épisode de la série. 
La série, ainsi que les personnages, sont basés sur l'autobiographie Orange Is the New Black: My Year in a Women's Prison de l'auteur américaine Piper Kerman. Piper Chapman est incarcérée dans le centre de détention de fiction nommé Litchfield Penitentiary pour une durée de 15 mois après avoir transporté une valise d'argent provenant de la vente d'héroïne à Bruxelles.

## Biographie du personnage
Piper Chapman est née le 7 juin 1981 à 11 h 42 sur la côte Est des États-Unis. Ses parents se nomment Bil et Carole Chapman. Elle a deux frères : Danny et Cal. Danny, le frère aîné de Piper, n'apparaît pas dans la série alors que Cal, son petit frère, est un personnage qui revient souvent car il est ami avec le fiancé de Piper, Larry Bloom. Un peu excentrique, Cal vit dans une caravane dans la forêt. La famille Chapman est aisée. Dans le premier épisode de la saison 2 L'Oiseau assoiffé, Piper, alors toute jeune fille, est témoin de l'infidélité de son père et le dévoile à sa mère qui préfère la réprimander plutôt que de s'avouer qu'elle est une femme trompée.
Lors de ses études à l'université, Piper rencontre Polly Harper, qui devient sa meilleure amie. C'est avec elle qu'elle va créer une entreprise de fabrique de savon bio à Brooklyn. Elles les vendent chez Barney's. 

### Son histoire avec Alex Vause
C'est dans un bar à New York, alors qu'elle venait déposer un CV, que Piper rencontre Alex Vause. Bien qu'elle ne soit pas spécialement attirée par les filles à ce moment-là, Alex va devenir sa petite amie. Piper expliquera à Polly qu'elle ne s'était jamais considérée comme une personne très sexuelle mais qu'elle a passé un moment exceptionnel avec Alex. Dès leur rencontre, Alex lui annonce qu'elle est trafiquante de drogue à l'échelle internationale. Piper n'a alors que 23 ans. Ensemble, elles parcourent le monde entier, dans les plus beaux appartements et les hôtels les plus luxueux. Piper est au courant du métier d'Alex mais elle ne se soucie pas du danger de son activité et profite des voyages et de son argent. Elle rencontre même le patron du cartel de drogue d'Alex, ce que nous voyons dans un flashback lors de l'épisode 1 de la saison 2 L'Oiseau assoiffé. Très amoureuse, Piper Chapman accepte d'aider son amante dans son trafic. Dans un flashback du premier épisode de la saison 1, elle a pour mission de récupérer une valise à l'aéroport de Bruxelles contenant 50 000 $. Tout se passe sans problèmes. Quelques mois plus tard, Alex a besoin que Piper récupère de nouveau une valise remplie de l'argent des ventes de drogue. Seulement Piper refuse et préfère se séparer d'Alex. Elle la quitte le jour où Alex apprend la mort de son unique et seul parent : sa mère. Alex ne se remettra jamais de cette séparation. Dans l'épisode 5 de la saison 1, Alex avoue avoir consommé de l'héroïne après que Piper l'a quittée. Ce n'est que dix ans plus tard qu'Alex se fait arrêter pour son trafic de drogue. Elle dénonce alors Piper pour obtenir une réduction de peine. En prison, dans un premier temps, leurs relations sont tendues, Piper en voulant à Alex de l'avoir dénoncée. Lorsque Larry lui dit que ce n'est pas Alex qui l'a dénoncée, Piper devient plus amicale avec son ex. Peu de temps plus tard, elles se remettent ensemble, malgré le fait que Piper soit fiancée. Lorsque Larry l'apprend, il lui donne un ultimatum : lui ou Alex. Piper choisit son fiancé et quitte Alex qui le prend très mal. Au début de la saison 2, elles se retrouvent à Chicago pour le procès de Kubra. Alex dit à Piper de mentir mais dit finalement la vérité pour sortir de prison. Piper en veut énormément à Alex. Cette dernière continue de lui envoyer des lettres en prison. Dans un premier temps, Piper les jette, puis les garde et finit par les ouvrir et accepter de communiquer avec Alex. A la fin de la saison 2, quand Alex dit à Piper qu'elle va partir sans laisser de traces, cette dernière appelle l'agent de probation d'Alex pour lui dire. Lorsqu'Alex revient en prison, elles se remettent ensemble et elles se lancent dans un trafic consistant à vendre des culottes portées par des détenues sur internet. Cela fait prendre la grosse tête à Piper, ce qui ne plait pas à Alex qui la quitte. À la fin de la saison 4, juste avant la révolte des détenues de Litchfield, elles se remettent ensemble. Dans le dernier épisode de la saison 6, elles se marient officieusement en prison juste avant la libération anticipée de Piper. Dans la saison 7, le fait d'être séparées est difficile à vivre pour les deux femmes qui n'arrivent pas à bien communiquer. A la fin de la saison, Alex dit à Piper qu'il vaut mieux pour elle qu'elles se séparent, pour son bien et malgré le fait qu'elle l'aime. Après une mûre réflexion, Piper décide de déménager dans l'Ohio ou Alex a été transférée afin de pouvoir rester avec elle. Les deux femmes décident d'être honnêtes l'une envers l'autre et poursuivent leur relation de manière plus saine.

### Larry Bloom, son fiancé
Après son histoire avec Alex Vause, Piper rencontre Larry Bloom alors qu'elle venait de se faire mordre par un chien et qu'elle avait décidé de nettoyer la plaie chez son amie Polly. Larry, qui est alors le voisin de Polly et de son fiancé Pete, s'occupe d'arroser les plantes pendant l'absence du couple et décide de rester profiter de l'air conditionné et de la télévision. Ils s'entendent immédiatement bien et Larry propose à Piper de rester chez Polly et Pete pour commander de la nourriture chinoise. Larry Bloom est issu d'une riche famille juive et il est journaliste. Son père est l'avocat de Piper. Avant son incarcération, Larry et Piper passent une journée ensemble sur la plage. Alors que Piper est en train de lire des livres sur les prisons pour femmes, Larry lui demande sa main. Il lui promet de l'attendre jusqu'à sa sortie. Piper accepte sa proposition. Avant son entrée en prison, Piper donne sa bague à Larry. Au cours de la première saison, Larry apprend que Piper a une liaison avec son ex-petite amie Alex, qui est dans la même prison. Larry pose alors un ultimatum à sa fiancée. Elle doit choisir entre lui et Alex. Elle choisit Larry et ils décident de se marier en prison. Larry veut rencontrer Alex au parloir pour lui dire de ne plus s'approcher de sa future femme. Seulement Alex lui dévoile que c'est Piper qui est revenue la séduire. Larry rompt alors définitivement avec Piper et commence à fréquenter d'autres femmes à l'extérieur. Il se met par la suite en couple avec Polly Harper, la meilleure amie de Piper. Ils se brouillent lorsque le jeune couple vient lui demander sa bénédiction. Quelques mois après sa sortie de prison, sur les conseils de Zelda, elle le rappelle pour le revoir et reprendre une relation amicale avec lui.

### Après la prison
Une fois sortie de prison, Piper éprouve des difficultés de réadaptation. Elle habite chez son frère et sa belle-sœur qui lui demandent un loyer, ce qu'elle a du mal à payer en raison du montant de ses frais de liberté conditionnelle. Après quelques mois, son père accepte finalement de lui offrir un travail. Malgré tout, elle souffre de la séparation avec Alex. Grâce à l'aide de Zelda, elle arrivera à accepter son passé. Lorsqu'Alex est transférée dans l'Ohio, Piper la suit pour rester proche d'elle, malgré les avances de Zelda.

### Apparence physique et surnoms
Piper Chapman se fait souvent remarquer par les hommes et les femmes du centre pénitentiaire à cause de sa blondeur candide. Elle est d'ailleurs surnommée « Blondie » par ses codétenues. Elle est grande, mince et chausse du 39. Elle reçoit souvent des compliments de la gent féminine, notamment dans les douches. Au début de la série, Piper a un tatouage dans la nuque représentant un poisson. Dans le dernier épisode de la saison 3, Stella lui tatoue "Trust No Bitch" à l'encre blanche sur le bras droit et elle se tatoue un symbole de l'infini. Au cours de la saison 4, Maria lui fait une croix gammée au fer rouge sur le bras, marque modifiée en fenêtre par Red dans l'épisode suivant. Sa codétenue Suzanne la surnomme « Dandelion » (« Pissenlit »). Elle est également comparée à la chanteuse Taylor Swift, ce qui a le don de l'énerver.

## Apparitions dans la série
Piper Chapman est le personnage principal de la série. Elle apparaît dans tous les épisodes sauf dans l'épisode 2 de la saison 2 Bleu de couleur, rouge de saveur. Dans cet épisode, elle est supposée être à Chicago pour un procès. Elle est cependant mentionnée par ses camarades de la prison de Litchfield. Celles-ci se demandent si elle reviendra un jour parmi elles. 